# Myrosmodes nervosa
Aa nervosa là một loài thực vật có hoa trong họ Lan. Loài này được (Kraenzl.) Schltr. miêu tả khoa học đầu tiên năm 1912. Đây là loài đặc hữu của miền bắc Chile, phân bố ở Arica y Parinacota bà Antofagasta regions.